# گوستاو ایس
گوستاو ایس (انگلیسی: Gustave Heiss; ۴ نوامبر ۱۹۰۴ – ۷ ژوئن ۱۹۸۲) شمشیرباز اهل ایالات متحده آمریکا بود.
وی همچنین برندهٔ جوایزی همچون پرپل هارت، ستاره نقره‌ای، و نشان ستاره برنزی شده‌است.